# Phare Mandili
Le phare Mandili est situé sur l'île Mandili au sud d'Eubée en Grèce. Il marque l'entrée du golfe Pétalion entre le sud d'Eubée et l'Attique. Il est achevé en 1925.

## Caractéristiques
Le phare est une tour cylindrique blanche, dont le dôme de la lanterne est de couleur verte. Il s'élève à 83 mètres au-dessus de la mer Égée.

## Codes internationaux
- ARLHS[1] : GRE-094
- NGA : 16228
- Admiralty[2] : E 4451